# The Madden Brothers
The Madden Brothers son un dúo de pop rock estadounidense formado por los hermanos gemelos Joel Madden y Benji Madden, quienes también son miembros fundadores de la banda de rock Good Charlotte.

## Historia
Los hermanos gemelos Joel y Benji Madden formaron The Madden Brothers oficialmente en 2014 como un proyecto paralelo separado de Good Charlotte, pero sus orígenes se remontan a 2011. Mientras estuvo en Good Charlotte, Joel fue principalmente el vocalista principal y Benji fue el guitarrista principal y el vocalista de respaldo. Lanzaron un total de cinco álbumes de estudio, dos álbumes en vivo, dos obras extendidas, veinte sencillos, diecisiete videos musicales y tres DVD musicales. Todos sus álbumes de estudio recibieron certificación, incluido The Young and the Hopeless, que fue certificado 3 × Platino en los Estados Unidos y alcanzó el número 1 en la Canadian Albums Chart. Durante su tiempo con Good Charlotte, los hermanos vendieron más de diez millones de álbumes en todo el mundo.